# Nu jazz
Nu jazz (elektro-jazz, jazztronica, phusion) – styl muzyczny, w którym występuje połączenie elementów jazzowych z muzyką elektroniczną. Tak samo jak electronica, styl ten jest bardzo szerokim pojęciem charakteryzującym wiele podstylów. 
Jego powstanie datuje się na lata 90. XX wieku. Do pionierów gatunku należą norwescy eksperymentatorzy: Bugge Wesseltoft, Eivind Aarset, trębacz Nils Petter Molvær, gitarzysta Terje Rypdal, wokalistka Sidsel Endresen.
Pojęcie to obejmuje taką muzykę jak jazz house, będącą połączeniem żywych instrumentów i elektronicznego brzmienia. W ramach nu jazzu wyróżnia się również muzykę w większym stopniu elektroniczną (np. PhusionCulture).
Przykłady grup tworzących muzykę w stylistyce nu jazzu:
- St Germain (Francja)
- Skalpel (Polska)
- Jazzanova (Niemcy)
- Fila Brazillia (Wielka Brytania)